# Liste des évêques de Springfield (Illinois)
Cette page présente la liste des évêques de Springfield dans l'État de l'Illinois.
Le diocèse de Quincy, dans l'État de l'Illinois, aux États-Unis, est créé le 29 juillet 1853, par détachement de celui de Chicago.
Il change de dénomination le 9 janvier 1857, avant d'avoir reçu son premier évêque, pour devenir le diocèse d'Alton, puis de nouveau le 26 octobre 1923 pour devenir le diocèse de Springfield en Illinois (en)  (Dioecesis Campifontis in Illinois).
Il ne doit pas être confondu avec le diocèse de Springfield, dans l'État du Massachusetts, ni avec le diocèse de Springfield-Cape Girardeau (en), dans l'État du Missouri.

## Sont évêques
- 9 janvier 1857-† 2 octobre 1868 : Henry Juncker (Henry Damian Juncker), évêque d'Alton.
- 24 septembre 1869-† 15 février 1886 : Peter Baltes (Peter Joseph Baltes), évêque d'Alton.
- 15 février 1886-28 février 1888 : siège vacant
- 28 février 1888-† 2 juillet 1923 : James Ryan, évêque d'Alton.
- 10 novembre 1923-† 5 août 1948 : James Griffin (James Aloysius Griffin)
- 17 décembre 1948-22 juillet 1975 : William O'Connor (William Aloysius O’Connor)
- 22 juillet 1975-† 17 avril 1983 : Joseph McNicholas (Joseph Alphonse McNicholas)
- 22 novembre 1983-19 octobre 1999 : Daniel Ryan (Daniel Léo Ryan)
- 19 octobre 1999-3 juin 2009 : George Lucas (George Joseph Lucas)
- depuis le 20 avril 2010 : Thomas Paprocki (Thomas John Joseph Paprocki)

## Sources
- Fiche du diocèse sur catholic-hierarchy.org